# Australische Cricket-Nationalmannschaft in Pakistan in der Saison 1988/89
Die Tour der australischen Cricket-Nationalmannschaft nach Pakistan in der Saison 1988/89 fand vom 15. September bis zum 14. Oktober 1988 statt. Die internationale Cricket-Tour war Bestandteil der Internationalen Cricket-Saison 1988/89 und umfasste drei Tests und drei ODIs. Pakistan gewann die Test-Serie und die ODI-Serie 1–0.

## Vorgeschichte
Für beide Mannschaften war es die erste Tour der Saison.
Das letzte Aufeinandertreffen der beiden Mannschaften bei einer Tour fand in der Saison 1983/84 in Australien statt.

## Stadien
Die folgenden Stadien wurden für die Tour als Austragungsort vorgesehen.
| Stadion          | Stadt      | Kapazität | Spiele          |
| ---------------- | ---------- | --------- | --------------- |
| Iqbal Stadium    | Faisalabad | 18.000    | 2. Test         |
| Jinnah Stadium   | Gujranwala | 40.000    | 1. ODI          |
| National Stadium | Karachi    | 34.228    | 1. Test; 2. ODI |
| Gaddafi Stadium  | Lahore     | 60.000    | 3. Test; 3. ODI |

## Kaderlisten
Die folgenden Kader wurden von den Mannschaften benannt.
| Test | Test | ODI | ODI |
| Pakistan | Australien | Pakistan | Australien |
| --- | --- | --- | --- |
| - Aamer Malik - Abdul Razzaq - Ijaz Ahmed - Iqbal Qasim - Javed Miandad - Mudassar Nazar - Rameez Raja - Saleem Yousuf - Saleem Malik - Saleem Jaffar - Shoaib Mohammad - Tauseef Ahmed | - David Boon - Allan Border - Tony Dodemaide - Ian Healy - Dean Jones - Geoff Marsh - Tim May - Bruce Reid - Peter Sleep - Mark Taylor - Steve Waugh - Greame Wood | - Abdul Razzaq - Ijaz Ahmed - Javed Miandad - Manzoor Elahi - Mohsin Kamal - Mudassar Nazar - Rameez Raja - Saleem Malik - Saleem Yousuf - Shoaib Mohammad - Wasim Akram | - David Boon - Allan Border - Tony Dodemaide - Ian Healy - Geoff Marsh - Tim May - Craig McDermott - Jamie Siddons - Mark Taylor - Mike Veletta - Steve Waugh |

## Tour Matches
| 5. – 7. September Scorecard | Lahore | Australians 317-3d (84) & 194-6d (60) | – | BCCP Patron's XI 246 (63.4) & 85-5 (29) |
|                             |        | Remis                                 |   |                                         |

| 9. – 12. September Scorecard | Quetta | Australians 288-8d (106.1) & 156-2d (52) | – | Baluchistan Governor's XI 260-9d (84.1) & 78-4 (26) |
|                              |        | Remis                                    |   |                                                     |

| 2. – 4. Oktober Scorecard | Peshawar | Australians 472-8d (133) | – | North West Frontier Province Governor's XI 343-7 (89) |
|                           |          | Remis                    |   |                                                       |

### Erster Test in Karachi
| 15. – 20. September Scorecard | Karachi | Pakistan 469-9d (169.5)                         | – | Australien 165 (122) & 116-64.4 (f/o) |
|                               |         | Pakistan gewinnt mit einem Innings und 188 Runs |   |                                       |

### Zweiter Test in Faisalabad
| 23. – 28. September Scorecard | Faisalabad | Pakistan 316 (106.5) & 378-9d (116.4) | – | Australien 321 (129.5) & 67-3 (26) |
|                               |            | Remis                                 |   |                                    |

### Dritter Test in Lahore
| 7. – 11. Oktober Scorecard | Lahore | Australien 340 (158) & 161-3d (41) | – | Pakistan 233 (98.2) & 153-8 (84) |
|                            |        | Remis                              |   |                                  |

## One-Day Internationals

### Erstes ODI in Gujranwala
| 30. September Scorecard | Gujranwala | Pakistan | – | Australien |
|                         |            | Abgesagt |   |            |

### Zweites ODI in Karachi
| 14. Oktober Scorecard | Karachi | Pakistan | – | Australien |
|                       |         | Abgesagt |   |            |

### Drittes ODI in Lahore
| 14. Oktober Scorecard | Lahore | Australien 229-8 (45/45)                        | – | Pakistan 229-7 |
|                       |        | Pakistan gewinnt mit weniger verlorenen Wickets |   |                |